# L'Enfant et la Poupée
 (juillet 2018).
- Si vous ne connaissez pas le sujet, laissez ce bandeau (vous pouvez alors contacter les auteurs).
- Si vous supprimez le contenu mis en cause (vous pouvez préalablement contacter les auteurs),

argumentez précisément cette suppression dans la page de discussion
(un manque de référence n'est pas un argument ; une recherche réelle de référence doit avoir été effectuée, être formellement documentée).
L'Enfant et la Poupée est une huile sur toile peinte à Marseille en 1836 par l'artiste romantique français Théodore Chassériau (1819-1856).

## Historique
Léonce Bénédite, dans son ouvrage de référence sur la vie et l’œuvre du peintre, consacre quelques pages à ce séjour de l’été 1836 à Marseille durant lequel il est supposé avoir réalisé un certain nombre de portraits. Tout porte à croire qu’il s'y soit rendu à l’invitation de son cousin Charles-Frédéric, architecte marseillais, qui lui offrit ainsi l’opportunité d’exercer ses talents de portraitiste chez quelques-uns de ses amis et relations, notables provençaux.
Cette œuvre représente le portrait de Laure Stéphanie Pierrugues (1832-1872) et de sa poupée. Il a été réalisé à la demande de ses parents, Jean-François Pierrugues (1794-1860) - officier d’État-major alors en poste de commandement au 9e régiment d’artillerie de Marseille - et Françoise Augustine (dite « Augusta ») Pierrugues, née de Nayve.

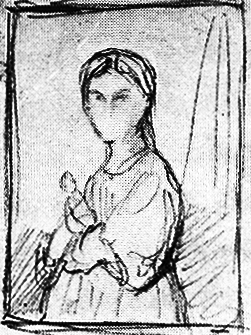
Croquis préparatoire de L'Enfant et la Poupée extrait de l’album 2229 (F°15 v°) de Théodore Chassériau conservé aux archives (cabinet des dessins) du musée du Louvre,

Le croquis préparatoire dont procède L'Enfant et la Poupée se trouve dans les carnets de dessin de Théodore Chassériau conservés aux archives du musée du Louvre (cabinet des dessins, legs du baron Arthur Chassériau, 1936) sous la référence (RF) 26 054, album 2 229, F° 15 verso,.
Après dix années d’investigations, de recherches et d’analyses scientifiques, cette œuvre de jeunesse de Théodore Chassériau a été dûment authentifiée sous l’appellation « Portrait d’une petite fille à la poupée, signé et daté à droite Théodore Chassériau / 1836 », venant ainsi - tel un « chaînon manquant » - compléter la liste officielle des œuvres dites « de jeunesse » du peintre romantique disparu prématurément à l’âge de 37 ans.

## Le tableau
- Si vous ne connaissez pas le sujet, laissez ce bandeau (vous pouvez alors contacter les auteurs).
- Si vous supprimez le contenu mis en cause (vous pouvez préalablement contacter les auteurs),

argumentez précisément cette suppression dans la page de discussion
(un manque de référence n'est pas un argument ; une recherche réelle de référence doit avoir été effectuée, être formellement documentée).

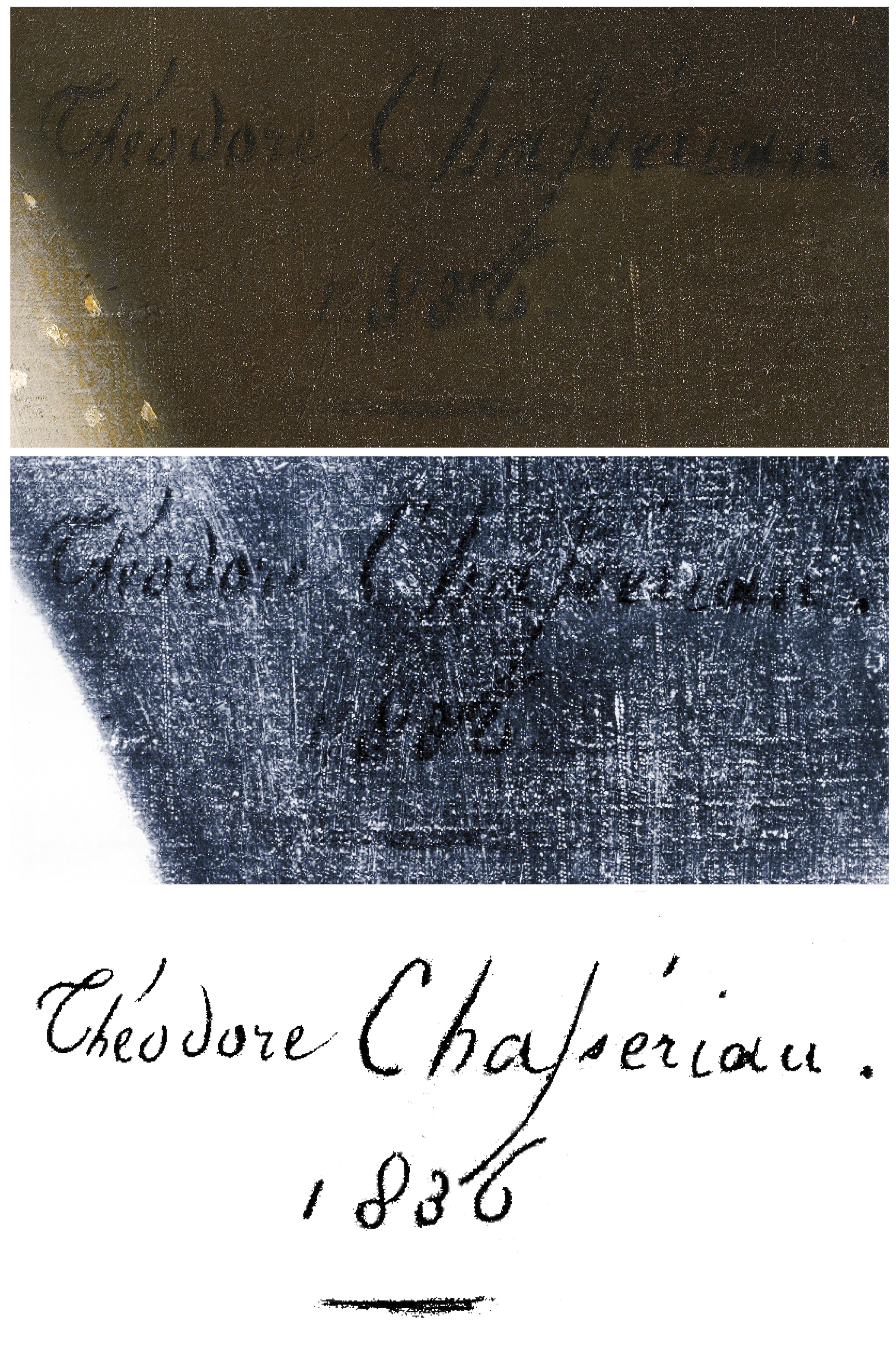
Identification et extraction de la signature et de l'année d'exécution de L'Enfant & la poupée de Théodore Chassériau à partir d'une photographie infrarouge (IR2) réalisée à l'IACC de Paris

Laure Stéphanie Pierrugues a posé pour ce portrait tout juste âgée de quatre ans, tandis que le jeune peintre était dans sa dix-septième année.
Dans une création tout en opposition de tons, froids et chauds, Laure Stéphanie Pierrugues est représentée en plan américain devant un fond obscur ou, plus exactement, un substitut d’arrière-plan obscur : l’évocation subtile d’un revêtement mural - par simple effet de brossage de la couche picturale du fond dans le sens de la hauteur - matérialisé par une frise en demi-ton dans la partie basse du tableau.
La technique si particulière du jeune Théodore Chassériau est exprimée ici par des coups de pinceau fermes et resserrés qui donnent cette élégance de matière colorée : cette technique, même à son apogée, sera reconnaissable dans son originalité. La lumière infrarouge met tout à fait en évidence à la fois la qualité du dessin dans ses justes proportions, et celle de la couche picturale dans ses rapports de couleurs qui font tourner les formes par la justesse de la répartition des valeurs. Couche après couche, l’expression de ces grands yeux se façonne, les volumes se mettent en place – on discerne à ce propos les nombreux repentirs – et la vérité de l’enfant, sa grâce et sa joliesse se révèlent et sont structurés sans défaut. Le Romantisme est alors évident. La signature et la date – portées au tiers inférieur droit – sont bien visibles en lumière infrarouge, démontrant par là-même qu’elles font partie de la couche picturale et qu’elles ont donc été apposée au terme de sa réalisation.

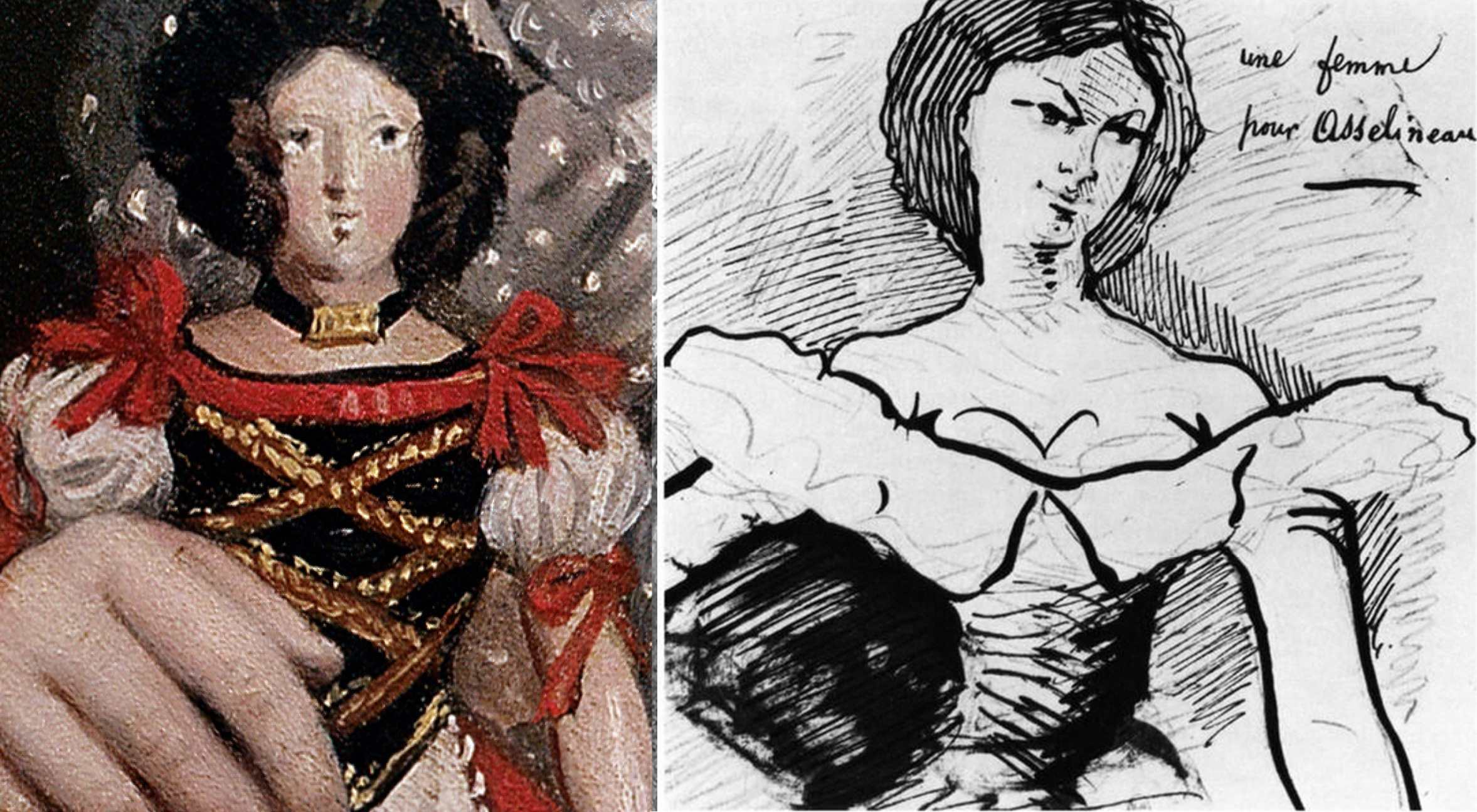
« L’Idéal moderne » : La Poupée de Théodore Chassériau et Une femme pour Asselineau de Charles Baudelaire

La poupée représentée sur ce tableau date de toute évidence des années 1830. Elle devait avoir une tête - ainsi que les avant-bras et les jambes – en papier mâché, assemblée  sur un corps en toile bourrée ou en cuir. De provenance allemande, elle fut probablement fabriquée par Andreas Volt à Hildburghausen, en Thuringe. Le costume folklorique de cérémonie peut-être attribué à une région de l’Est de la France (Alsace ?) ou bien à un pays de l’Europe de l’Est (Bavière, Autriche, Pologne ?). La jupe est en feutrine ou étamine de laine rouge, le bas est agrémenté de trois rangées de rubans noir et or. Le corselet est en velours noir et or. Le chemisier, en mousseline de coton ou batiste (lin fin) est rehaussé de rubans noués en satin rouge. Les bijoux : tour de cou en velours noir avec un important bijou au centre, ainsi que les bracelets aux deux poignets, témoignent d’une appartenance aristocratique. D’ailleurs, l’enfant portant la poupée est probablement d’origine aristocratique ou d’un haut rang dans la société du XIXe siècle : sa robe en plumetis doublée de satin blanc, bordée d’une large collerette festonnée, en décolleté, atteste d’une grande richesse. Il est à remarquer le collier en perles d’ambre, comme les pendentifs aux oreilles : il s’agit d’une tradition indiquant l’âge – douze ou treize ans (sic) – de l’enfant. La coiffure de l’enfant comme celle de la poupée confortant la date d’exécution de ce tableau.

## Le modèle
Le père de la petite Laure Stéphanie, Polytechnicien, fut l’aide de camp du Général et Maréchal de camp Jean-Baptiste Schouller, avant d’assurer en 1836, en sa qualité d’Officier d’État-major, le poste de commandement au 9e régiment d’Artillerie de Marseille,.

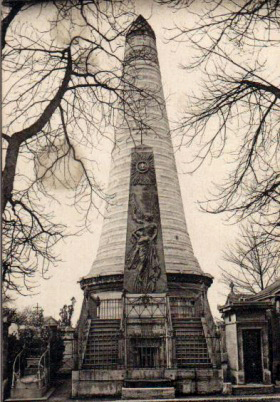
Monument funéraire du baron Félix de Beaujour (48e division du cimetière du Père-Lachaise). Sa partie visible émergée figure une colonne de vingt-deux mètres de haut en forme de phare ou de « lanterne des morts » qui culmine le « Tout-Paris »

Sa mère, Augusta de Nayve, était originaire de Saint-Domingue.
Son grand-père, le marquis Louis de Nayve, fut successivement secrétaire du marquis François Barbé de Marbois, gouverneur de Saint-Domingue à la fin du XVIIIe siècle, puis commissaire des guerres et administrateur de l’Isle, avant d’être nommé ordonnateur chef en 1802 par Napoléon Bonaparte après la « soumission » de Toussaint-Louverture.

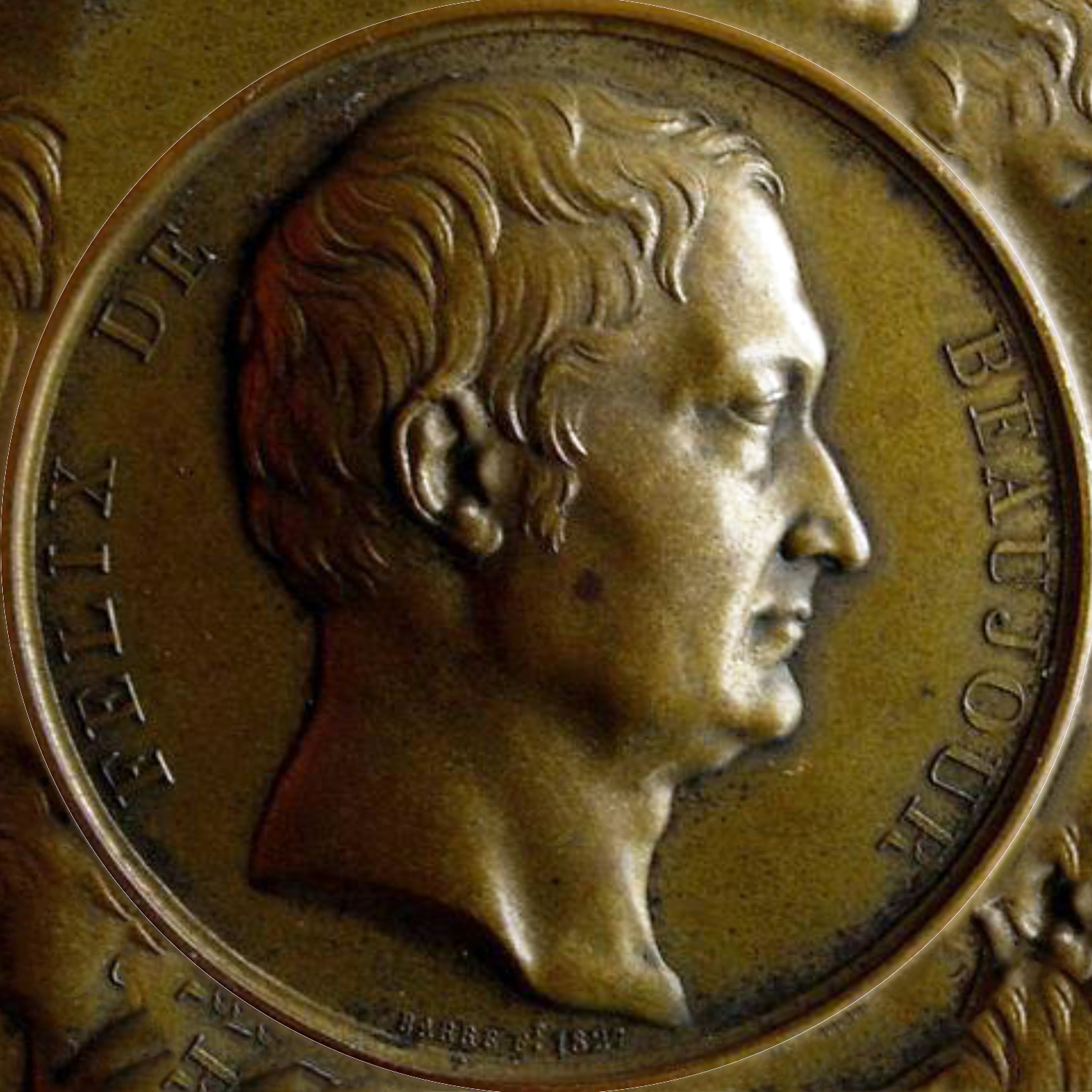
Le baron Félix de Beaujour (1765-1836), Pair de France, Officier de la Légion d’Honneur et membre de l'Institut de France. Il fut successivement président du Tribunat, ambassadeur de France aux États-Unis, puis Conseiller d’État et député des Bouches-du-Rhône

Le grand-oncle de Laure Stéphanie, le baron Félix de Beaujour – Pair de France, Officier de la Légion d’Honneur et membre de l’Institut de France - fut successivement président du Tribunat, ambassadeur de France aux États-Unis, puis Conseiller d’État et député des Bouches-du-Rhône. Sa fortune fut faite par Napoléon Bonaparte en reconnaissance de ses interventions diplomatiques lors de la vente de la Louisiane par la France aux États-Unis, et lors du recouvrement la même année au Mexique de fonds importants légués par l’Espagne à la France. Deux ouvrages publiés sous son nom firent autorité à l’époque : Aperçu des États-Unis au commencement du 19e siècle (1814) et Théorie des gouvernements (1823). Selon l’histoire familiale, le baron Félix de Beaujour fit la connaissance de la famille du marquis Louis de Nayve lors de leur retour de Saint-Domingue vers la France en 1810 sur le navire La Méduse . C’est le baron Félix de Beaujour qui arrangea par la suite et finalement parvint à conclure les termes du mariage de son neveu et filleul Jean-François Pierrugues avec Augusta, la propre fille du marquis Louis de Nayve. Il est ainsi plus que vraisemblable que la famille expatriée du marquis Louis de Nayve connaissait parfaitement celle de Théodore Chassériau, dont le père, Benoît Chassériau, fut à cette même époque administrateur à Saint-Domingue avant d’être nommé trésorier général puis secrétaire général de cette colonie française, et dont la mère, Marie-Madeleine, née Couret de la Blaquière, était une créole métisse héritière d’une riche famille de propriétaires terriens insulaires. Qui plus est, le marquis Louis de Nayve avait également épousé une jeune créole métisse, Elisabeth, née Mary, ce qui ne pouvait que renforcer leur sympathie mutuelle. Tout ceci permettant d’expliquer et de justifier la commande de ce portrait d’enfant à un tout jeune peintre de dix-sept ans - certes surdoué, mais néanmoins encore parfaitement méconnu en 1836 - avec comme seules références celles de l’atelier de son prestigieux maître Dominique Ingres.
Laure Stéphanie Pierrugues fut l’épouse dévouée de Jules Isidore de Lafont, Polytechnicien, Ingénieur en chef des Pont et Chaussées à Bourges et Officier de la Légion d’Honneur. Aujourd’hui encore, sur la pierre tombale qui se trouve au cimetière de la « Pierre-levée » à Poitiers aux côtés de celle de son mari, on peut lire cette émouvante épitaphe : « Ici repose en attendant la résurrection, le corps de Laure Stéphanie, née Pierrugues, décédée à l’âge de trente-neuf ans, victime de son dévouement maternel ».

## Analyse

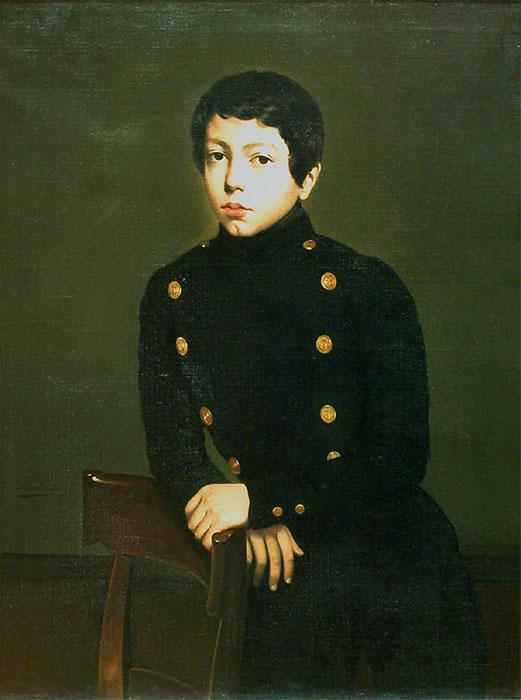
Ernest en uniforme de l’École Navale

Le portrait de cette enfant empreint d’une touche d’exotisme inspirée par ses origines insulaires se distingue très nettement des précédents portraits peints par Théodore Chassériau : son autoportrait en redingote, le portrait de sa sœur Aline ou encore celui de son frère. Il s’en dégage un charme et une grâce étrange. C’est aux univers des poètes Gérard de Nerval, Charles Baudelaire et Théophile Gautier que l’on pense en contemplant cette représentation enfantine ô combien féminine : le palimpseste des Souvenirs du Valois de Gérard de Nerval où les thèmes de l’enfance et du folklore se confondent, les correspondances de Charles Baudelaire où « les parfums, les couleurs et les sons se répondent » et, finalement, l’exercice de style du poète impeccable, Théophile Gautier, sur le thème de « l'Idéal moderne », là où modernité rime avec beauté et féminité. Quoi de plus normal lorsque l’on sait les liens étroits d’amitié et de communion qui à cette époque unissaient Théodore Chassériau à Théophile Gautier, d’une part, et Théophile Gautier à Gérard de Nerval et Charles Baudelaire, d’autre part,.
Même si le trait du jeune peintre prodige renvoie indéniablement aux qualités de dessinateur acquises auprès de son maître, Dominique Ingres, la rupture « institutionnelle » est bien là et l’influence des poètes contemporains y est bel et bien perceptible. Une nouvelle esthétique est née : un « Idéal moderne » fondé sur la beauté et son incarnation, la féminité, bien loin de « l’Idéal moderne » fondé sur le progrès, prôné par les politiciens de l’époque. Les talents de coloriste de Théodore Chassériau s’expriment ici même avec maestria. Il souffle le froid et le chaud sur le double-portrait de cette enfant et de sa poupée. Il nous offre ainsi une double opposition croisée des tons froids et chauds. La robe blanche - à base bleutée - portée par cette enfant née dans la chaleur équatoriale de Saint-Domingue souffle le froid. Et, de façon concomitante, la robe rouge – couleur par excellence du romantisme proclamé des « hommes de 1830 » - portée par cette poupée fabriquée dans le froid des pays de l’Est souffle le chaud. Ainsi, « le chaud et le froid n’existent-ils que relativement ». Le minéral qui compose la parure - collier et boucle d’oreille - incarne plus encore cette opposition relative des tons chaud et froid. En effet, l'ambre se rattache aux essences célestes parce qu’il réunit en lui les formes de l’or et de l’argent, les Empires du soleil et de la lune, le chaud et le froid. On lui prêtait autrefois le pouvoir de chasser les esprits malins, et plus prosaïquement celui de protéger de la maladie,.

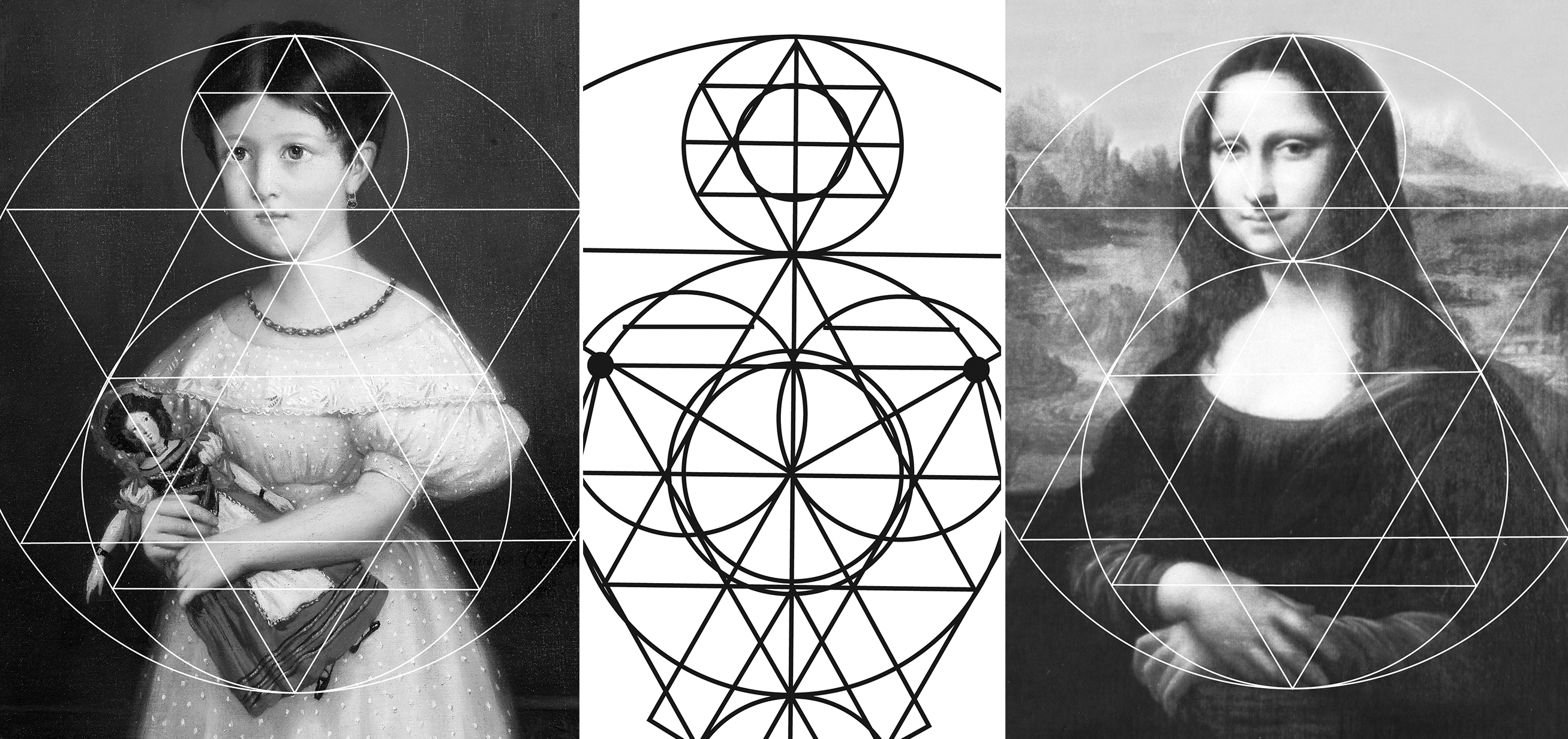
« L’Art et la règle » : L'Enfant & la poupée et La Joconde de Théodore Chassériau (d'après l’œuvre de Léonard de Vinci conservée au musée du Louvre) suivant le tracé des canons du corps humain inspirés de l’Égypte antique utilisé au XIXe siècle

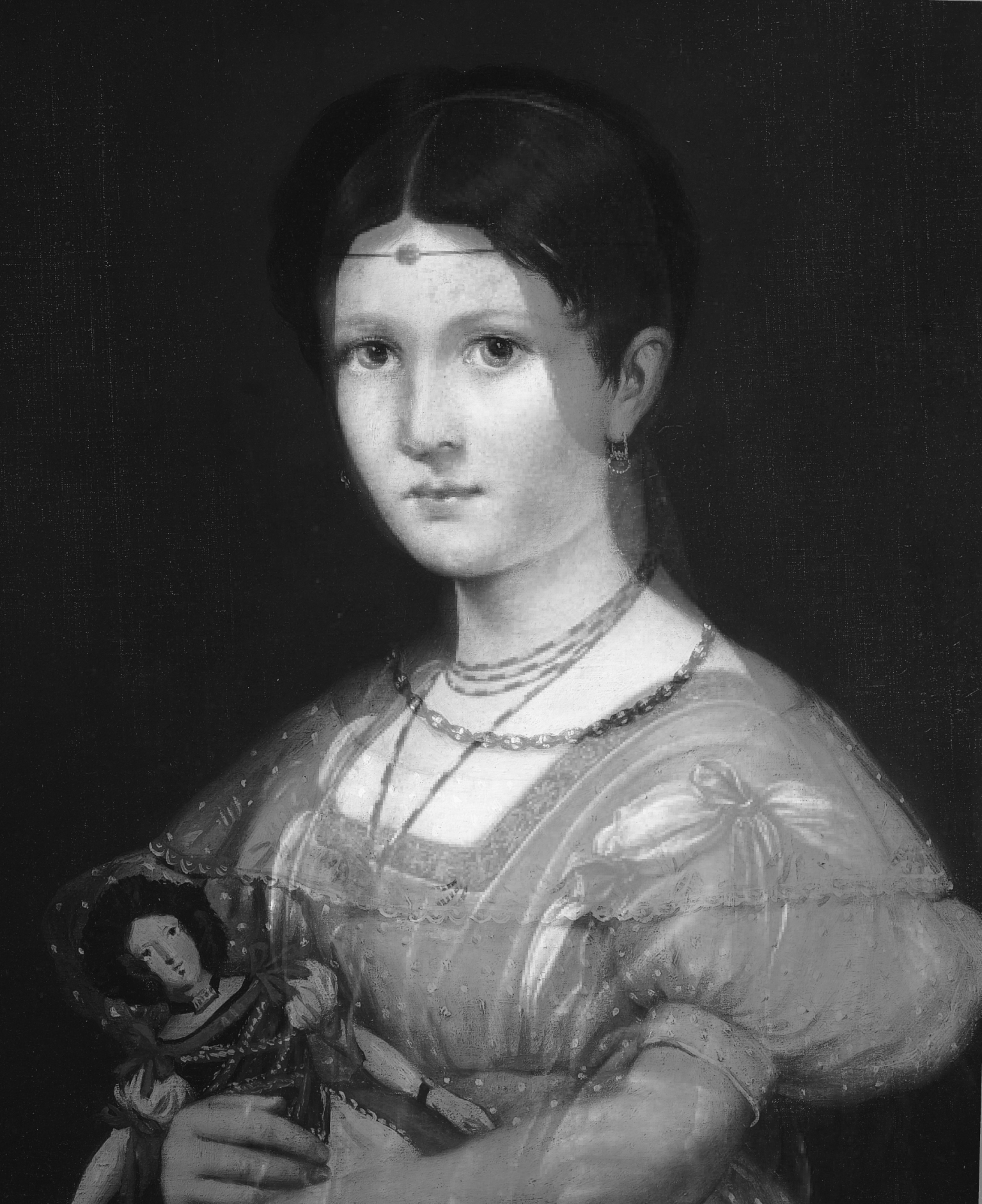
Superposition & transparence d'après L'Enfant & la poupée de Théodore Chassériau et La Belle Ferronnière de Léonard de Vinci

Comme une évidence révélée à la lumière des sciences de la peinture héritées de la Renaissance et de l’Antiquité, une géométrie se dessine en filigrane de ce double-portrait : Un « tracé régulateur » constitué de trois étoiles à six branches, superposées et parfaitement entrecroisées, sous-tend la verticalité du corps de cette enfant. Les pseudo-maladresses de construction disparaissent dès lors comme par enchantement : les lignes du corps de cette enfant ainsi que celles du corps de sa poupée suivent à présent scrupuleusement les lignes imaginaires de ces trois étoiles. Le Sceau de Salomon — puisqu’il s’agit bien de la symbolique évoquée, ici, à trois reprises — représentait dans l’Antiquité non seulement les quatre éléments (feu, air, eau et terre), mais également les métaux (plomb, étain, fer, argent, cuivre, mercure et or), les planètes (Saturne, Jupiter, Mars, Lune, Vénus, Mercure et Soleil) ainsi que toutes les correspondances de la pensée hermétique relatives au Cosmos. Cet hexagramme est l’un des grands symboles de l’ésotérisme traditionnel puisque son équilibre géométrique donne l’image d’un monde parfait. Il était notamment utilisé - à l’instar de l’ambre, minéral qui compose la parure, collier et boucle d’oreille, de cette enfant peinte par Théodore Chassériau - comme talisman pour se protéger des esprits malins, et plus prosaïquement de la maladie. Ces deux médiums étaient couramment utilisés dans la religion vaudou pratiquée depuis le XVIIe siècle aux Caraïbes, terre des ancêtres du jeune peintre et de la mère de son très jeune modèle. La constitution délicate et la santé fragile de Théodore Chassériau apparait très tôt au centre des préoccupations de ses proches si l'on en croit ses correspondances familiales des années 1830 où le spectre de la maladie est omniprésent. De sorte que, si le portrait de cette enfant et de sa poupée est bien celui de « la jeune malade » évoquée par Frédéric Chassériau dans la lettre qu'il adresse à son frère Théodore en date du 16 août 1836, il est possible d'imaginer que le jeune peintre se soit facilement projeté et transposé dans cette œuvre, avec l'intention plus ou moins consciente d'en faire un tableau votif, ou tout du moins quelque chose d'approchant dans l'esprit.
Ce portrait mélodieux de la petite Laure Stéphanie Pierrugues et de sa poupée, cet exercice de style pictural aux allures de prose poétique sur le thème choisi de L’Enfant & la poupée, est ni plus ni moins le « Big-bang » du romantisme naissant chez le jeune Théodore Chassériau. Les prémices d’un univers féminin, où se croiseront ces femmes sublimes aux profils indo-grecs, qui le distinguera d’entre tous les grands maîtres de la peinture du XIXe siècle. Suivant les canons de l’époque, l’influence des maîtres italiens de la Renaissance est nettement perceptible dans cette représentation. Non seulement sa trame s'inspire directement des portraits peints par Léonard de Vinci à la fin du quattrocento, mais, qui plus est, on y retrouve ce même procédé de mise en valeur de l’individu couché seul sur la toile, en l’absence de tout arrière-plan, ou presque. La profondeur n’est plus dans l’espace mais bien dans le sujet qui nous fait face. Verticalité du corps de l’enfant, horizontalité de son regard perdu vers le lointain et enfin, troisième dimension conférée par le regard de sa poupée qui nous fixe droit dans les yeux, nous accroche et nous happe dans son univers intérieur. Il s’agit bien d’une « invitation au voyage » qui nous est proposée : un authentique « Retour aux sources »,.

### Documentaire vidéo
- Xavier d'Hérouville, « Œuvres oubliées de Théodore Chassériau », sur YouTube, 2024